# Епархия Накхонратчасимы
Епархия Накхонратчасимы (лат. Dioecesis Nakhonratchasimaensis) — епархия Римско-Католической церкви с центром в городе Накхонратчасима, Таиланд. Епархия Накхонратчасимы входит в митрополию Тхари и Нонсенга и распространяет свою юрисдикцию на территорию провинций Бурирам, Чайяпхум и Накхонратчасима. Кафедральным собором епархии Накхонратчасимы является церковь Пресвятой Девы Марии Лурдской.

## История
22 марта 1965 года Римский папа Павел VI издал буллу «Cum Populus Dei», которой учредил апостольский викариат Накхорн-Раясимы, выделив его из апостольского викариата Убона (сегодня — Епархия Убонратчатхани).
18 декабря 1965 года Римский папа Павел VI издал буллу «Qui in fastigio», которой преобразовал апостольский викариат Накхорн-Раясимы в епархию.
2 июля 1969 года епархия Накхорн-Раясимы была переименована в епархию Накхонратчасимы.

## Ординарии епархии
- епископ Alain Sauveur Ferdinand van Gaver M.E.P.[1] (22.03.1965 — 30.05.1977);
- епископ Иоахим Пхаяо Манисап (30.05.1977 — 30.11.2006);
- епископ Иосиф Чусак Сирисут (30.11.2006 — по настоящее время).

## Источник
- Annuario Pontificio, Libreria Editrice Vaticana, Città del Vaticano, 2003, ISBN 88-209-7422-3
- Булла Cum Populus Dei  (лат.)
- Булла Qui in fastigio  (лат.)